# Episodi di Grani di pepe (quarta stagione)
La quarta stagione della serie televisiva Grani di pepe è stata trasmessa in Germania dal 26 febbraio 2004 all'11 gennaio 2005.
| Nº | Titolo originale          | Titolo italiano         | Prima TV Germania | Prima TV Italia |
| -- | ------------------------- | ----------------------- | ----------------- | --------------- |
| 1  | Fahrraddiebe              | Furto di biciclette     | 26 febbraio 2004  |                 |
| 2  | Machtspiele               | L'incendio              | 27 febbraio 2004  |                 |
| 3  | Russische Geheimnisse     | Mistero russo           | 1º marzo 2004     |                 |
| 4  | Vorsicht, Krokodil!       | Attenzione, alligatore! | 2 marzo 2004      |                 |
| 5  | Hundeliebe                | Il cane                 | 3 marzo 2004      |                 |
| 6  | Ein Bodyguard für Panda   | Sotto scorta            | 4 marzo 2004      |                 |
| 7  | Trommelwirbel             | Tamburi sacri           | 5 marzo 2004      |                 |
| 8  | Vatertag                  | La festa del papà       | 8 marzo 2004      |                 |
| 9  | Die Bladerbande           | La banda dei pattini    | 9 marzo 2004      |                 |
| 10 | Paul in Not               | Paul nei guai           | 7 dicembre 2004   |                 |
| 11 | Sabotage auf der Rennbahn | Sabotaggio              | 14 dicembre 2004  |                 |
| 12 | Das Mondfest              | La festa della Luna     | 29 dicembre 2004  |                 |
| 13 | Karriereträume            | Sogni di gloria         | 11 gennaio 2005   |                 |

## Furto di biciclette
- Scritto da: Jörg Reiter
- Diretto da: Klaus Wirbitzky

## L'incendio
- Scritto da: Jörg Reiter
- Diretto da: Klaus Wirbitzky

## Mistero russo
- Scritto da: Sonja Sairally
- Diretto da: Klaus Wirbitzky

## Attenzione, alligatore!
- Scritto da: Sonja Sairally
- Diretto da: Stefan Mohrbutter

## Il cane
- Scritto da: Jörg Reiter
- Diretto da: Andrea Katzenberger

## Sotto scorta
- Scritto da: Jörg Reiter
- Diretto da: Andrea Katzenberger

## Tamburi sacri
- Scritto da: Angela Gerrits
- Diretto da: Klaus Wirbitzky

## La festa del papà
- Scritto da: Angela Gerrits
- Diretto da: Stefan Mohrbutter

## La banda dei pattini
- Scritto da: Franziscka Pfeiffer
- Diretto da: Stefan Mohrbutter

## Paul nei guai
- Scritto da: Franziscka Pfeiffer
- Diretto da: Miko Zeuschner

## Sabotaggio
- Scritto da: Oliver Keune
- Diretto da: Miko Zeuschner

## La festa della Luna
- Scritto da: Sonja Sairally
- Diretto da: Miko Zeuschner

## Sogni di gloria
- Scritto da: Sonja Sairally
- Diretto da: Miko Zeuschner